# Steinhübel (Oelsa)
Der Steinhübel ist eine Erhebung nordöstlich von Oelsa.

## Lage und Umgebung
Der  höchste Punkt der Bergkuppe liegt direkt am alten Weg von Oelsa nach Wilmsdorf an einer Sitzbank mit Steinhaufen. Südlich liegt die Menzerschlucht, nördlich die Geßliche.

## Geschichte
Der Name der Bergkuppe findet erstmals seine Erwähnung auf den Berliner Meilenblättern um 1800, auf späteren Messtischblättern ist hier ein kleiner Steinbruch oder ein Steinrücken eingezeichnet.
Direkt vorbei verläuft die „Kleine Straße“ von Possendorf nach Freiberg, sie trägt heute den Namen „Wilmsdorfer Straße“ und ist keine Straße mehr. Im 20. Jahrhundert diente die Bergkuppe als Vermessungsfestpunkt und wurde mit 266,6 m ü.HN angegeben, die heutige Höhenangabe beruht auf GPS-Messungen.